# 혈관내 림프종
혈관내 림프종(Intravascular lymphomas, IVL)은 악성 림프구가 혈관 내에서 증식하고 축적되는 드문 암이다. 거의 모든 다른 유형의 림프종은 림프절, 림프계의 다른 부분(예: 비장) 및 다양한 비림프 기관(예: 골수 및 간)에서 악성 림프구의 증식과 축적을 수반하지만 혈관에서는 발생하지 않는다.
IVL은 질병을 일으키는 림프구의 유형에 따라 세 가지 형태로 분류된다. 전체 IVL의 ~90%를 구성하는 혈관내 거대 B세포 림프종(IVBCL)은 2016년 세계보건기구(WHO)가 분류한 악성 B세포 림프구의 림프종이다. 나머지 IVL 유형은 아직 공식적으로 분류되지 않았다. 세계보건기구에 의해 주로 사례 보고를 기반으로 정의된다. 이러한 IVL은 1) 악성 세포가 자연 살해 세포(NK 세포)라고 불리는 T 세포 림프구의 일종인 혈관 내 NK 세포 림프종(IVNKL) 및 2) 신생 세포가 발생하는 혈관 내 T 세포 림프종(IVTL)이다. 배타적이지는 않지만 주로 세포독성 T 세포라고 불리는 T 세포 유형이다. 유사성과 극도의 희귀성으로 인해 NK 세포와 세포독성 T 세포에 의해 발생하는 IVL 림프종은 흔히 혈관내 NK/T 세포 림프종(IVNK/TL)이라는 용어로 함께 분류된다. IVNK/TL의 악성 세포는 일반적으로 엡스타인-바 바이러스에 감염되어 이러한 림프종이 엡스타인-바 바이러스 관련 림프 증식성 질환의 예임을 시사한다. 이 바이러스에 의한 감염은 IVBCL에서 거의 나타나지 않기 때문에 이러한 형태의 IVL은 일반적으로 엡스타인-바 바이러스 관련 림프구 증식성 질환 중 하나로 간주되지 않는다.
혈관 내 거대 B 세포 및 혈관 내 NK/T 세포 IVL은 일반적으로 중년 및 노인을 괴롭히는 매우 공격적인 림프종이다. 진단 당시에는 피부, 중추신경계의 중소형 혈관이 아닌 대형 혈관에 축적되며 빈도는 더 낮다. 거의 모든 다른 기관 시스템. 그러나 대부분의 림프종과 달리 일반적으로 림프종은 축적되거나 림프절에 침윤되지 않는다. 모든 IVL은 발열, 체중 감소 등의 전신 B 증상뿐만 아니라 IVL이 혈관에 축적되어 혈류를 수축시켜 경색으로 인한 심각한 손상, 즉 혈류 손실로 인해 손상을 일으키는 다른 기관과 관련된 증상과 자주 연관된다.
역사적으로 대부분의 혈관내 림프종 사례는 다른 유형의 B세포 림프종을 치료하는 데 사용된 표준 화학요법에 매우 잘 반응하지 않았다. 몇몇 예외를 제외하고 이러한 혈관내 림프종은 매우 빠르게 진행되었다. 그러나 최근에는 이러한 화학 요법에 B 세포를 죽이는 역할을 하는 면역요법제인 리툭시맙을 추가함으로써 그 효과가 크게 향상되었으며, 이에 따라 이러한 질병의 가장 흔한 형태인 혈관 내 B 세포 림프종의 예후가 향상되었다. 불행하게도, NK 세포 또는 세포독성 T 세포에 대한 그러한 제제는 아직까지 이 두 가지 유형의 혈관내 B 세포 림프종을 치료하는 데 유용한 것으로 보고되었다.